# Der Überfall (Fernsehserie)
Der Überfall ist eine deutsche Dramaserie, die erstmals 2022 im ZDF ausgestrahlt wurde.

## Inhalt
Durch einen Überfall wird eine Kettenreaktion ausgelöst. Hierdurch werden in sechs Folgen verschiedene Schicksale miteinander verbunden.

## Besetzung

### Hauptdarsteller
Unter den Hauptdarstellern werden alle Darsteller geführt, die im Vorspann aufgeführt wurden.
| Rollenname            | Schauspieler      | Hauptrolle (Staffeln) | Nebenrolle (Staffeln) |
| --------------------- | ----------------- | --------------------- | --------------------- |
| Miriam Merizadi       | Karolina Lodyga   | 1.01–1.06             |                       |
| Paula Schönberger     | Katja Riemann     | 1.01–1.06             |                       |
| Antonia (Toni) Gebert | Lorna Ishema      | 1.01–1.06             |                       |
| Daniel Kowalski       | Joel Basman       | 1.01–1.06             |                       |
| Frank Worms           | Sebastian Zimmler | 1.01–1.06             |                       |
| Damon Merizadi        | Yasin Boynuince   | 1.01–1.06             |                       |

### Nebendarsteller
| Rollenname      | Schauspieler      | Nebenrolle (Staffeln) |
| --------------- | ----------------- | --------------------- |
| Charly Gebert   | Marie-Rosie Merz  |                       |
| Jacub Malek     | Mo Issa           |                       |
| Samira Malek    | Amina Merai       |                       |
| Chris           | Maximilian Brauer |                       |
| Katharina Abelt | Anna Grisebach    |                       |
| Franz Precht    | Michael Hanemann  |                       |
| Hassan Merizadi | Hadi Khanjanpour  |                       |
| Mila Kowalski   | Lara Krymalowksi  |                       |
| Maria Belz      | Ricarda Seifried  |                       |
| Oliver Meyer    | Bernhard Conrad   |                       |
| Petra Lause     | Alissa Jung       |                       |
| Bertram Lause   | Kai Scheve        |                       |
| Marina Mayhack  | Gitta Witzel      |                       |
| Christiane Heyd | Christa Rockstroh |                       |

## Episodenliste
| Nr. (ges.) | Nr. (St.) | Originaltitel                     | Erstausstrahlung |
| ---------- | --------- | --------------------------------- | ---------------- |
| 1          | 1         | Montag: Der Schuss                | 4. März 2022     |
| 2          | 2         | Dienstag: Das verschwundene Kind  | 5. März 2022     |
| 3          | 3         | Mittwoch: 30.000 Euro             | 11. März 2022    |
| 4          | 4         | Donnerstag: Der Plan              | 12. März 2022    |
| 5          | 5         | Freitag: Der Verrat               | 18. März 2022    |
| 6          | 6         | Sonnabend: Zwischen Leben und Tod | 19. März 2022    |

## Kritik
„„Der Überfall folgt dem Rashomon-Prinzip der subjektiven Wahrheiten – Szenen erhalten bildliche Umdeutungen und Neuzugänge. Am Ende aber steht nicht das Auflösen ins Wohlgefallen vollständiger Einordnung. Es sind gerade diese fragmentierenden, die die Serie zum Thriller für Fortgeschrittene machen.““

„„[F]aszinierende[n] sechsteilige[n] Thrillerserie““

„Die Handlung erinnert durch das auslösende Moment, das einer Kollision der Geschichten gleichkommt, an den Oscargewinner „L.A. Crash“ oder die dänische Serie „Wenn die Stille einkehrt“. Anders als in diesen Produktionen geht es dabei weniger um den Blick auf die Gesellschaft, sondern um das Menschsein selbst. […] Der Bogen wird von jugendlichem Leichtsinn über Affären und Burn-out bis hin zu Spielsucht und Existenzsorgen gespannt. Alle sind überfordert und strampeln – schützen sich selbst oder die, die sie lieben.“